# 奇蚁属
奇蚁属为蚁科的一个属。该属的模式种为史奈德奇蚁（Perissomyrmex snyderi）。

## 下属物种
本属包括以下物种：
- 山地奇蚁 Perissomyrmex monticola De Andrade, 1993
- 史奈德奇蚁 Perissomyrmex snyderi Smith, 1947